# París-Tours 1911
La París-Tours 1911 fue la octava edición de la clásica París-Tours. Se disputó el 24 de marzo de 1912 y el vencedor final fue el francés Octave Lapize, que se impuso a sus cuatro compañeros de fuga.  

## Clasificación general[3]
|    | Ciclista             | Equipo   | Tiempo    |
| -- | -------------------- | -------- | --------- |
| 1  | Octave Lapize        |          | 9h 10'00" |
| 2  | Cyrille Van Hauwaert |          | m.t.      |
| 3  | Emile Georget        |          | m.t.      |
| 4  | Alphonse Charpiot    |          | m.t.      |
| 5  | Omer Verschoore      |          | m.t.      |
| 6  | Philippe Pautrat     | Panneton | a 2'00"   |
| 7  | Georges Lorgeou      |          | a 23'00"  |
| 8  | Charles Cruchon      |          | m.t.      |
| 9  | René Vandenberghe    |          | a 5'00"   |
| 10 | Ernest Ricaux        |          | m.t.      |